# ラブリラン
『ラブリラン』（英語: LOVE RERUN）は天沢アキによる恋愛漫画、およびそれを原作としたテレビドラマ。
『Kiss』（講談社）にて2014年8月号から2016年1月号まで連載された。

## あらすじ
主人公・南サヤカは15年間の幼馴染・鷺沢への片想いをこじらせた結果、30歳にして男性経験なし。「自分なんてどうせ」と恋愛から距離を置き続けてきた。
そんなある日、目を覚ますと目の前にはサヤカの同僚で隣接部署の町田翔平の姿が…町田の話によれば、ふたりは付き合っており同棲しているという。
なんとサヤカは1か月もの間記憶を失っていたのだった。失われた記憶を取り戻していく中で、鷺沢と町田の間で次第に心が揺れ動いていく…

## 登場人物
南サヤカ（みなみ サヤカ）〈30〉
IT企業勤務のシステムエンジニア。得意料理はビーフシチュー。コーヒーの好みはミルクたっぷりで無糖。趣味は映画鑑賞で、鷺沢とは大学時代にDVDや本を貸し借りするにつれ仲良くなり、それ以来10年間操を守り続けている。地味な風貌は大学時代から変化が無い模様。
投稿用読切作品としての初稿段階では20歳の大学生設定で、恋愛に夢見るマイペースな性格とされていた。
町田翔平（まちだ しょうへい）〈28〉
サヤカとは隣接部署で勤務するシステムエンジニア。
名前の由来は元フィギュアスケート選手町田樹から。
投稿用読切作品としての初稿段階での姓名は町田高志。20歳の大学生設定で、目付きの悪い真面目な委員長キャラとされていた。
鷺沢（さぎさわ）
WEBデザイン会社勤務。サヤカの10年来の思い人。

## 書籍情報
- 天沢アキ『ラブリラン』講談社〈KC Kiss〉、全2巻
  1. 2015年3月13日発売[講 1]、ISBN 978-4-06-340951-2
  2. 2016年1月13日発売[講 2]、ISBN 978-4-06-340979-6

## テレビドラマ
読売テレビ制作・日本テレビ系「木曜ドラマF」枠にて2018年4月5日から6月8日まで放送された。全10回。テレビドラマ初主演となる中村アン演じる恋愛経験の無い30歳“こじらせ女子”が3か月の記憶を失い、古川雄輝演じる“ドSツンデレ男子”と大谷亮平演じる“ワイルド甘々男子”という異なるタイプの男性の間で揺れ動きながらも恋に仕事に成長していくラブコメディー。
2018年3月8日にクランクインし、さやかが町田に「私、全部思い出したの」と告げる重要なシーンで5月にクランクアップ。撮影中には原作者の天沢アキが『Kiss』2018年7月号に掲載する「ドラマ撮影現場レポ漫画」の取材のために現場を訪れ、中村・古川・大谷の似顔絵を描いてプレゼントした。また、中村については「イメージにぴったりだと思いました」「さやかファッションもすごく楽しみです」、古川についても「原作の町田よりスタイルが良くって佇まいも少女マンガっぽくてかっこいいなと思いました」と、自分が描いたキャラクターの実写化に満足した様子を見せた。
テレビ情報誌『TVステーション』（ダイヤモンド社）では2018年8号から13号まで古川メインのドラマ公式連載「古川雄輝NOW!」掲載され、撮影風景や裏話、出演者たちの対談などが掲載された。
「木曜ドラマF」2020年4月期作品『ギルティ〜この恋は罪ですか?〜』の第4話以降の休止を受けて、第1話（同年5月14日・23:59 - 翌0:54）から第6話までが「特別編」として再放送された。

### あらすじ（テレビドラマ）
南さやか（中村アン）は29歳にして男性経験が無く、デザイン会社「オリビアラボ」に勤務しながらもアシスタント業しか任せてもらえない地味系女子。しかし年末、15年間思い続けている幼馴染の鷺沢亮介（大谷亮平）に30歳の誕生日のお祝いをしてもらえることになり、ついに告白することを決意し、期待に胸を膨らませながら眠りにつく。しかし目が覚めたさやかは見知らぬ家におり、見た目も以前とは異なりモデルのような華やかな姿になっていた。そんなさやかの前には見知らぬ男性がおり、さやかに声をかけて部屋を出ていく。わけがわからないながらも出勤したさやかは、自分の最後の記憶から3か月が経ってしまっていること、さっきの男性は会社の後輩・町田翔平（古川雄輝）で、同棲しているがすでに別れたことを知る。病院に行くと「記憶障害」だと診断された。親友・宇野友美（佐津川愛美）は結婚してしまっており、亮介のマンションには亮介の恋人だという青山瑞希（片瀬那奈）がいた。ショックを受け、行くあてもなくなったさやかは公園へ辿り着く。様子がおかしかったさやかを探しに来た町田は「無くした記憶を取り戻したい」というさやかの思いを受け入れ、さやかが記憶を取り戻すまで同居生活を続けることにする。
恋人として生活していたことが垣間見える町田との同居生活は戸惑うことも多かったが、デザイナーとしての仕事が増えたさやかは懸命に仕事に打ち込む。しかし広告を依頼したイラストレーターが瑞希であったり、最終プレゼンの競合相手が亮介であったりと、公私で2人と関わらざるを得ないさやかはなかなか想いをふっきれずにいた。そんなさやかを見た町田にハッパをかけられ、さやかは改めて亮介に告白する。しかしフラれたさやかは、その後迎えに来てくれた町田の姿を見て、亮介に告白したのも、それを町田が慰めてくれたのも2度目であることを思い出し、町田の存在を意識するようになる。
その後、さやかは町田の元恋人で人気モデルの小笠原杏子（大政絢）と仕事をすることになる。傍若無人でわがまま放題の彼女に振り回されるが、町田は「杏子はそんなことをする奴じゃない」と彼女の本質を信用している様子。杏子もまた、町田と別れたのはモデルとしての杏子の立場を考えたゆえのことで、さやかが記憶を取り戻した後は、町田とやり直すつもりでいると言う。一緒に生活しながら仕事をする中で、だんだん町田に惹かれ、杏子に嫉妬していることを自覚し、記憶を取り戻すことが怖くなっていたさやかは、思い切って町田に好きであることを告げる。しかしそれを聞いた町田は「俺たちはどうせ同じことを繰り返すだけだから」と同居の解消を宣言する。なぜ以前自分達が別れることになったのか、必死に思い出そうとするが思い出せず、町田を想って泣くさやか。その姿を見た亮介は自分のさやかへの本当の想いに気づく。一方で町田は誘われていたロンドンへ行くことを決める。町田は、記憶をなくす前にさやかから「私はやっぱり亮ちゃんのことが好き」と言われたことが頭から離れていなかった。
記憶は断片的にしかよみがえらず、亮介を好きだったのか町田を好きだったのか混乱することもあったが、やはり記憶をなくす前も自分が好きだったのは町田だったと思い出し、それを町田にまっすぐ伝えるさやか。しかし町田の意志は変わらず、さやかは地味系女子に戻り、町田を諦めようとする。そんな中、町田の友人の藤崎隼人（市川知宏）から、実は町田のロンドン行きの話は2回目で、前回はさやかの存在があったために行くかどうか悩んでいたことを知らされる。そしてさやかも最後の記憶を思い出す。ロンドン行きのことは町田ではなく杏子から告げられて知っており、町田に夢を叶えさせるため、亮介のことが好きになったからと嘘をついて町田と別れていた。記憶喪失は、好きなのに別れなければならないという辛さから発症したものだった。全てを思い出したさやかの背中を亮介が押す。一方、杏子も実は自分がさやかに別れるよう促したことなどを町田に正直に話し、さやかとやり直すよう後押しする。空港へ向かったさやかは、旅立つ前の町田にもう一度自分の想いを告げる。すると町田も「ずっと好きだった」と受け入れ、2人はキスをする。
1年後、さやかは華やかな姿と笑顔でロンドンから帰ってきた町田を迎える。

### キャスト

#### 主要人物
南さやか（みなみ さやか）〈29→30〉
演 - 中村アン（幼少期：青井乃乃）
30年間彼氏・男性経験なしの“地味系女子”。幼馴染の亮介に憧れて上京し、「オリビアラボ」にデザイナーとして就職したが、デザインも任されず事務作業などのアシスタント業に徹する日々を送っている。
記憶喪失に陥り、気がつくとモデルのように華やかな服装や髪型で後輩社員の町田と同棲生活を送っている“リア充女子”になっていた。3か月間の急激な自分の変化に戸惑いながらも、町田との共同生活を続けながら仕事や恋に向き合い、少しずつ記憶を取り戻していく。
町田翔平（まちだ しょうへい）〈27→28〉
演 - 古川雄輝
仕事は完璧にこなす「オリビアラボ」の営業マン。英語も堪能。
以前は大手広告代理店で働いていたが、チーム仕事のミスの全責任を負わされ退職し、「オリビアラボ」に転職した。
鷺沢亮介（さぎさわ りょうすけ）〈35〉
演 - 大谷亮平（18歳時：大地伸永）
さやかの幼馴染で15年想い続けていた初恋の相手。
広島から上京し、東京美術大学を卒業してからすぐフリーのデザイナーとして第一線で活躍し、現在は「パシフィック東洋企画」と専属契約を結び、CR戦略企画室クリエイティブディレクターとして働いている。

#### オリビアラボ
東京にある小さなデザイン会社。
菅野太一郎
演 - 小松利昌
看板デザイナー。
佐山大輔
演 - 渡部秀
さやかの後輩デザイナー。
泉智子
演 - ふせえり
社長。
林原 奈緒
演 - 喜多陽子
さやかの後輩デザイナー。
前山香
演 - 岡本杏理
石原哲矢
演 - 河井佑樹
さやかの後輩デザイナー。

#### その他
青山瑞希（あおやま みずき）〈37〉
演 - 片瀬那奈（特別出演）
フリーのイラストレーターで亮介の彼女。離婚歴があり、亮介からのプロポーズは断っている。
小笠原杏子（おがさわら きょうこ）〈26〉
演 - 大政絢（第3話 - 最終話）
『LAMY』専属トップモデル。仕事に対しては熱心であり、衣装やポージングなども妥協を許さず、マネージャー（演 - ニクまろ〔第4話〕）にもきつくあたる。
町田の元カノ。さやかが記憶を取り戻した後は町田とヨリを戻したいと思っている
宇野友美
演 - 佐津川愛美
さやかの親友。さやかが記憶を失った3か月の間に妊娠し、入籍。さやかとルームシェアしていた家に今は夫と住んでいる。
藤崎隼人
演 - 市川知宏（第2話 - 最終話）
町田の同級生で美容師。実は町田に想いを寄せており、仲を引き裂こうとさやかのセフレを名乗って現れるが、結局身体の関係は一切なく嘘であることを打ち明け、その後は友美とともにさやかの恋愛相談の相手となる。
前島悟郎
演 - 村杉蝉之介
町田が行きつけのバー「Daryl Shade」のマスター。

#### ゲスト
第1話
リポーター
演 - 横田美紀
2017年12月24日に夜の街を1人で歩いていたさやかに街頭インタビューを試みるが、クリスマスらしい答えが返ってこず早々に退散する。
鯨岡 拓也
演 - 山元隆弘
脳神経外科医。さやかを診察し、記憶障害であると診断する。
第5話
小松健司
演 - 尾上寛之
広告代理店「リバーサル企画」に中途入社したデザイナー。
下請けのデザイン会社に勤めていた時、大手代理店にいた町田から仕事で切り捨てられたことを苦々しく思っており、立場が逆転した状態で再会した町田に難題を出して嫌がらせをする。
第6話
南恵子
演 - 榊原郁恵
さやかの母。さやかの彼氏を見るために広島から上京する。
第7話
栗子
演 - ロン・モンロウ
「初カレ日記」を書く女子高生インスタグラマー。記憶を失う前のさやかが強く共感し、インタビュー記事のデザインを手掛けた。
BEYOND CAMERAが主催する「恋するインスタフォトコンテスト」で総合1位となり、オリビアラボで行われた授賞式に参加する。
第9話
ロンドンの社長
演 - マーク・パンサー
世界的ブランドの広告プロジェクトに携わっており、現地で新会社を立ち上げるために人材を探している。急遽来日し、武田にセッティングされて町田を面談する。
武田
演 - 是近敦之（最終話）
町田と以前の会社で一緒に仕事をしていた先輩。その後自身も会社を辞め、海外で仕事をするために町田をスカウトする。

### スタッフ
- 原作 - 天沢アキ「ラブリラン」（講談社『Kiss』連載）
- 脚本 - 永田優子、大林利江子
- 監督 - 藤村享平、金澤友也、汐口武史
- 音楽 - 未知瑠
- 主題歌 - GENERATIONS from EXILE TRIBE「また、アシタ」（rhythm zone）[45]
- 技術協力 - ビデオスタッフ
- 照明協力 - ザ・ホライズン
- 美術協力 - BEENS
- チーフプロデューサー - 前西和成
- プロデューサー - 中間利彦、汐口武史、河原瑶（テレパック）、金澤友也（テレパック）
- ディレクター - 金澤友也（テレパック）
- スケジュール - 野田健太（テレパック）
- 制作協力 - テレパック
- 制作著作 - 読売テレビ

### 放送日程
| 各話                                                                        | 放送日  | サブタイトル                                      | ラテ欄                                             | 脚本       | 監督     |
| --------------------------------------------------------------------------- | ------- | ------------------------------------------------- | -------------------------------------------------- | ---------- | -------- |
| 第1話                                                                       | 4月05日 |                                                   | 地味系アラサー女が3ヶ月の記憶喪失で人生逆転!?      | 永田優子   | 藤村享平 |
| 第2話                                                                       | 4月12日 |                                                   | 地味女子初恋の相手VSドS後輩 波乱の恋が動き出す!!   | 大林利江子 | 藤村享平 |
| 第3話                                                                       | 4月19日 | 涙の告白! 15年の想いは届くのか…今夜、恋が動き出す | 涙の告白 15年の想いは届くのか 今夜、恋が動き出す!  | 大林利江子 | 金澤友也 |
| 第4話                                                                       | 4月26日 | 火花散る元カノとの女バトル!                       | 火花散る元カノとの女バトル!! 愛憎渦巻く過去の秘密  | 永田優子   | 汐口武史 |
| 第5話                                                                       | 5月04日 | 発覚…隠された真実に激怒!                          | 発覚…隠された真実に激怒! 好きだから許せない…       | 大林利江子 | 藤村享平 |
| 第6話                                                                       | 5月10日 | 衝撃真実! 娘を愛する母の想い…                     | 衝撃真実 娘を愛する母の想い…恋のバトルが加速する   | 永田優子   | 金澤友也 |
| 第7話                                                                       | 5月17日 | 記憶の謎…ついに別れの真相が明らかに!              | 記憶の謎 愛する想いが交錯する 別れの真相が明らかに | 大林利江子 | 汐口武史 |
| 第8話                                                                       | 5月24日 | 惜別の涙…運命が引き裂かれる                       | 惜別の涙 止められない“好き” 運命が引き裂かれる…    | 永田優子   | 汐口武史 |
| 第9話                                                                       | 5月31日 | 揺れる恋…想い届ける最後の賭け!                    | 揺れる恋 胸が高鳴る決意の旅行 想い届ける最後の賭け | 大林利江子 | 藤村享平 |
| 最終話                                                                      | 6月08日 | 今夜、二度目の恋が最終決着! あなたの幸せを願って  | 今夜二度目の恋が最終決着 あなたの幸せを願って      | 永田優子   | 藤村享平 |
| 平均視聴率 3.0%（視聴率はビデオリサーチ調べ、関東地区・世帯・リアルタイム） |         |                                                   |                                                    |            |          |

- 第5話は前夜（3日）の『NEWS ZERO』（日本テレビ制作、23:00 - 翌0:09、10分後拡大）のため、10分繰り下げ（0:09 - 1:04）となった（金曜放送）。
- 最終話は前夜（7日）の『NEWS ZERO』（日本テレビ制作、23:00 - 翌0:09、10分後拡大）のため、10分繰り下げ（0:09 - 1:04[54]）となった（金曜放送）。

### 講談社コミックプラス
以下の出典は講談社コミックプラス（講談社）内のページ。書誌情報の発売日の出典としている。
1. ↑  “『ラブリラン（1）』”. 講談社コミックプラス.  講談社. 2022年6月25日閲覧。
2. ↑  “『ラブリラン（2）』”. 講談社コミックプラス.   講談社. 2022年6月25日閲覧。